# Johnny Angel (Rocker)
Johnny Angel (* 24. Mai 1938 in Mexiko; bürgerlich John Palomar) ist ein mexikanisch-amerikanischer Rocker. Neben Sonny Barger gilt er als dienstältester Hells Angel und war eine Zeitlang in hohen Positionen des Clubs vertreten.

## Leben
Johnny Angel wuchs in Mexiko auf, lebte jedoch anschließend in den Vereinigten Staaten, wo er in der United States Army diente. Er stieß zwei Jahre nach Sonny Barger zu den Hells Angels. Die beiden verbindet seitdem eine langjährige Freundschaft. Johnny Angel gehörte dem Oakland-Charter der Hells Angels an, das heute als Motherchapter gilt. Dort stieg er schnell in der Rangordnung auf und wurde „Vice-President“ an der Seite von Barger. In den 1970ern und 1980ern, als Sonny Barger mehrere Haftstrafen verbüßen musste, führte er das Charter als „President“ an.
Um 2000 zogen beide nach Cave Creek, Arizona, wo sie sich noch heute im dortigen Charter engagieren.

## Privatleben
Johnny Angel hat mit seiner Frau Donna einen schwerstbehinderten Sohn.

## Bedeutung
Johnny Angel galt in seinen jungen Jahren als einer der gefürchtetsten und wagemutigsten Hells Angels. George Wethern schildert in seiner Autobiografie die Anekdote, dass Johnny Angel einmal auf einen Barkeeper geschossen habe, weil dieser ihn „Brother“ („Bruder“) genannt habe. Unter Rockern gilt dieser Gruß nur unter Gleichgesinnten. Einige Anekdoten aus seinem Leben veröffentlichte Sonny Barger in seiner Autobiografie Hell’s Angel. Mein Leben und der Kurzgeschichtensammlung Ridin’ High, Livin’ Free. Die härtesten Motorradgeschichten.